# روبرت تيت
روبرت تيت (بالإنجليزية: Robert Tate)‏ هو لاعب كرة قدم أمريكية أمريكي، ولد في 19 أكتوبر 1973 في هاريسبرج في الولايات المتحدة.

## وصلات خارجية
- روبرت تيت على موقع مرجع كرة القدم المحترفة.كوم (الإنجليزية)